# コンビニ (猿岩石の曲)
「コンビニ」は日本のお笑いコンビ、猿岩石の3枚目のシングル。1997年5月8日に日本コロムビアより発売。

## 解説
- ファミリーマートCMソング。
- この曲のPVには、女優・石井苗子が出演している。

## 収録曲
※全作詞：高井良斉
1. コンビニ
  - 作曲：兼元一也　編曲：CMJK
2. バイトの最後の日
  - 作曲：広瀬香美、編曲：亀田誠治
3. コンビニ（オリジナル・カラオケ）
4. バイトの最後の日（オリジナル・カラオケ）

## 収録作品
- まぐれ (#1)
- 通信簿〜SARUGANSEKI SINGLES〜 (#1,2)
- GOLDEN☆BEST 白い雲のように 猿岩石 (#1,2)